# 사족 (일본)
사족(일본어: 士族 시조쿠[*])은 메이지 유신 이후 에도 시대의 옛 무사·지하가·공가 및 사찰의 사용인 중 녹봉을 받는 사람 중 화족이 되지 못한 자에게 부여된 일본 제국의 신분 계급이다. 시간이 흐르면서 평민과 비교되는 특권을 가지진 못했으나 호적상 구분은 남아있었다. 제2차 세계 대전에서 일본 제국이 패망한 뒤인 1947년 5월 3일 「일본국 헌법」이 시행되면서 화족 제도와 함께 폐지되었다. 호적상의 구분이 사라진 건 새 「호적법」이 시행된 1948년 1월 1일부터다.
판적봉환 직후인 1869년 8월 2일 메이지 신정부는 옛 무사 계급을 사족이라 부를 것을 정했다. 사족의 선정 기준은 번마다 달랐는데 가가번의 경우 아시가루의 일부나 상급 사족의 가신인 배신도 사족의 범주에 포함했지만 무가봉공인(武家奉公人)은 사족보다 아래인 졸족에 편입했다. 신정부가 사족 제도를 만든 이유는 제각각으로 운영되던 각 번의 무사 신분을 통일하기 위함이었지만 이처럼 각 번은 독자적으로 상중하 등의 등급을 나누어 옛날부터 이어져 왔던 가격 제도를 유지코자 했다.
1870년 1월 3일 옛 하타모토에게 부여된 기존의 칭호를 폐지하고 일부를 제외한 나머지 하타모토를 사족에 편입했다. 1871년 1월 30일 화족에 편입되지 못한 대다수의 지하가, 공가를 섬기던 가신들이 사·졸족에 통합되었다. 한편으로 재정난이 심각해져 급료를 지불하지 못하게 되자 정부는 사·졸족에게 귀농·귀상을 장려하여 사·졸족에서 평민으로 호적을 옮기는 경우도 생겼다.
1872년 만들어진 호적에 족적 항목이 생겼다. 이 당시 기준으로 사족은 전체 국민 중 3.9%를 점하는 258,952호/1,282,167명이었다. 졸족은 2%를 점하는 166,873호/659,074명이었기에 전체 인구에서 사족·졸족·지사(地士)가 차지하는 비율은 6%에 달했다.
같은 해 3월 8일 졸족 제도가 폐지되었다. 세습가문에 속한 졸족은 사족에 편입되었지만 그렇지 않은 졸족은 평민으로 격하됐는데 졸족의 90% 정도는 사족이 되었다. 1875년에 졸족은 완전히 사라졌고 세습 향사 계급도 사족에 통합됐다. 1876년 기준으로 사족은 408.861호/1,894,784명으로 전체 국민의 5.5%를 차지했다.
사족 집안에서 태어났더라도 분적(分籍)하면 평민으로 강등됐다. 다이쇼 시대 평민 재상이던 하라 다카시는 사족 집안에서 태어났지만 징역 의무를 면제받기 위해 분적하여 호주가 되었고 평민으로 편입된 사례가 있었다.

## 특권의 상실
에도 시대의 무사 계급은 전투에 참가할 의무가 있었지만 대신 주군으로부터 세습 녹봉인 가록을 받고 명자를 사용하며 칼을 패용할 권리가 있었다. 하지만 메이지 신정부는 이러한 특권이 사민평등과 징병제 등의 근대화 정책을 추진하는 데 방해가 된다고 인식했다. 판적봉환 이후 무사들의 대부분은 사족으로 편입돼 정부에 속하게 되었지만 질록을 지급하는 것은 정부 재정에 심대한 부담이 되고 있었다. 또한 국민개병 원칙에 입각한 국민군을 창설하는 데 사족의 특권 의식이 발목을 잡는 형국이었다.
결국 정부는 사족의 특권을 단계적으로 박탈하기로 했다. 1873년 징병제를 시행해 평민들도 군인이 될 수 있도록 했으며 1876년에는 폐도령이 내려져 군경 혹은 대례복을 입을 권리가 있는 자 외에는 검을 휴대하지 못하도록 했다. 또한 1873년 자발적으로 질록을 반환하는 자에게 질록공채를 발행하고 1876년에는 질록을 완전히 폐지하고 강제적으로 모든 화족과 사족에게 금록공채를 교부했다. 이것이 질록 처분인데 이 정책은 사족의 경제적 기반을 무너뜨렸다. 1870년부터 평민들도 명자를 사용할 수 있게 되었고 1875년에는 아예 명자를 의무화했다. 1871년에는 신분이 서로 달라도 결혼을 할 수 있도록 용인했다.
1876년 기도 고이치는 그때까지 등급의 구분이 없던 화족을 공작과 백작으로 구분하고 사족에게는 사작이라는 작위를 줄 것을 구상했다. 하지만 기도가 사망하고 사족 반란이 곳곳에서 일어나면서 이 구상은 실현되지 못했다. 대신 1884년 「화족령」이 제정되면서 훈공을 세운 자는 작위를 받아 화족이 될 수 있는 길을 터주었다. 이를 계기로 유신에 공을 세운 자, 업적을 남긴 정치가나 군인, 사업에 성공한 자산가 등이 화족이 되었다. 다만 이러한 훈공화족의 반열에 오른 사족은 극소수에 불과했으며 평민도 공을 세우면 화족이 될 수 있어 사족에게만 인정된 특권도 아니었다.
이 무렵에 이르면 사족은 모든 특권을 상실하여 호적상 신분 차이만 있을 뿐 평민과 아무런 차이도 없게 되었지만 메이지 중기까지는 어느 정도의 사회적 지위를 유지할 수는 있었다. 학교 졸업 증서에도 사족인 경우 이를 병기하는 문화는 오랫동안 남아 있었으며 사족의 명예를 유지하는 데 얼마간의 도움이 되었다. 하지만 다이쇼 시대로 접어들면서 사족과 같은 족칭을 기재하는 관행은 사라지게 되었다.

## 폐지
제2차 세계 대전에서 패배한 일본은 미국에 점령되었고 민주화의 길로 들어섰다. 법 앞의 평등 원칙에 따라 개정된 「호적법」에 의해 사족의 족칭은 폐지되었고 호적에 사족임을 표기하지 않게 되었다. 하지만 원본에는 여전히 사족 표시가 남아 있었기에 등본을 취득하면 사족이 명기된 호적을 확인할 수 있었다. 이는 1975년에 가서야 완전히 정리됐다.

## 같이 보기
- 화족
- 번사